# Hammerstetten
Hammerstetten ist ein Gemeindeteil von Kammeltal im schwäbischen Landkreis Günzburg in Bayern.

## Geographie
Das Kirchdorf liegt im Kammeltal im Norden der Gemeinde, etwa viereinhalb Kilometer nördlich von Ettenbeuren. Im Osten berührt die Kammel den Ort, von Westen kommend durchquert der Stubenweiherbach den Ort und mündet in die Kammel. Hammerstetten ist über die Kreisstraße GZ 15 zu erreichen.
Am 1. Januar 1971 wurde im Zuge der kommunalen Gebietsreform Hammerstetten in die Gemeinde Wettenhausen eingegliedert, am 1. Juli 1972 wurde Wettenhausen mit weiteren Gemeinden zur neugegründeten Gemeinde Kammeltal zusammengeschlossen.

## Bevölkerungsentwicklung
Es handelt sich um Einwohnerzahlen nach dem jeweiligen Gebietsstand bis 1970 und ohne die heute zugehörigen Ortsteile. Die Bevölkerungszahl im Ort von 1987 wurde als Gemeindeteil der Gemeinde Kammeltal angegeben. Die Zahlen sind Volkszählungsergebnisse mit Archivierungen des Internetportals Bavarikon des Freistaats Bayern.
| Jahr      | 1871 | 1925 | 1950 | 1970 | 1987 |
| Einwohner | 173  | 142  | 228  | 152  | 170  |

## Sehenswürdigkeiten
- Die katholische Filialkirche St. Nikolaus mit rechteckigem Chor war zunächst als Kapelle errichtet. Im Jahr 1720 folgte ein Anbau des längsovalen Langhauses mit Walmdach und die Kirche erhielt ihr heutiges Aussehen. Der Chorturm mit Zeltdach wurde 1762 und 1763 erweitert. Die Friedhofsummauerung stammt aus dem Ende des 18. und Anfang des 19. Jahrhunderts.

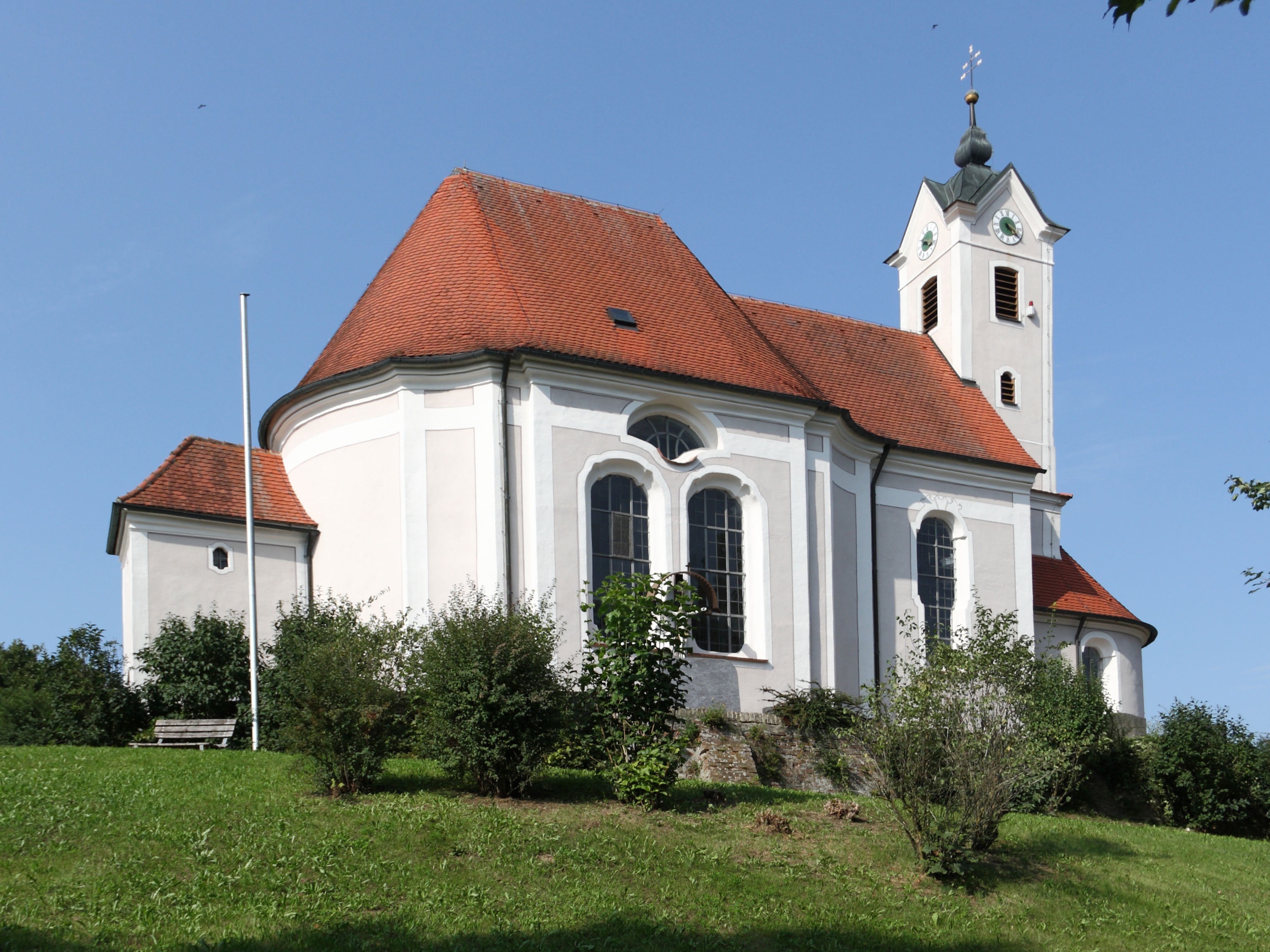
Katholische Filialkirche St. Nikolaus
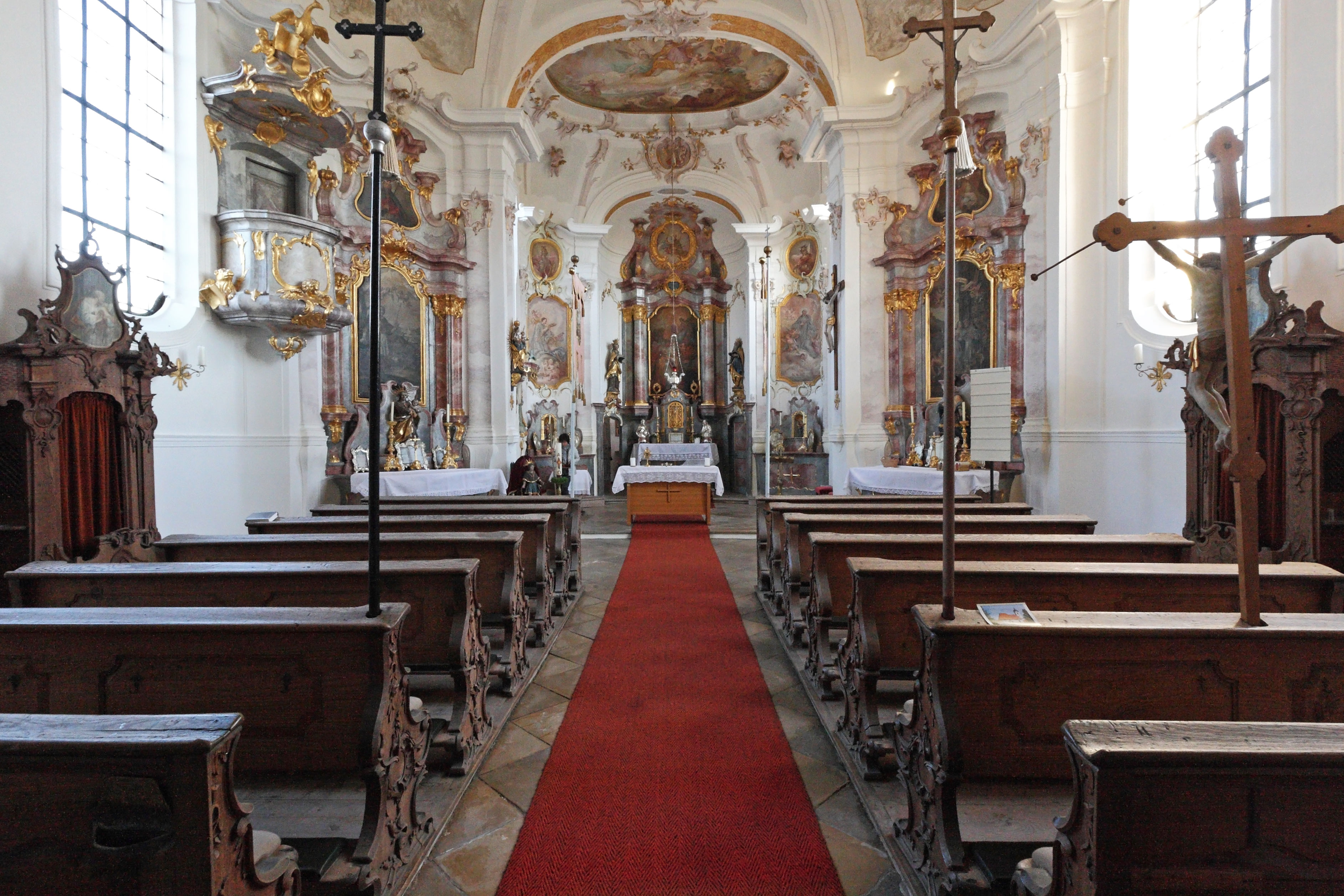
Blick auf den Altar
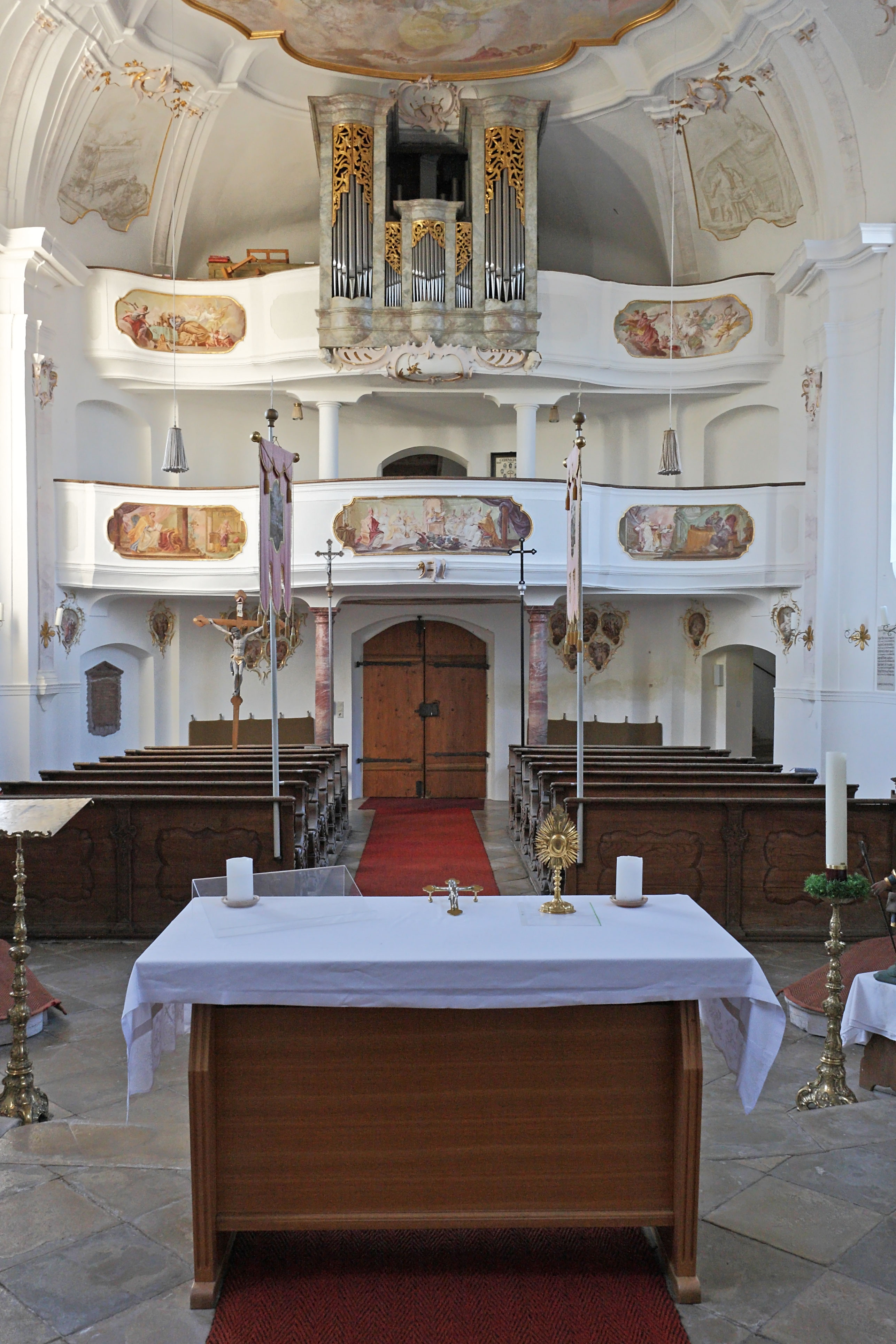
Empore mit Orgel in der Kirche
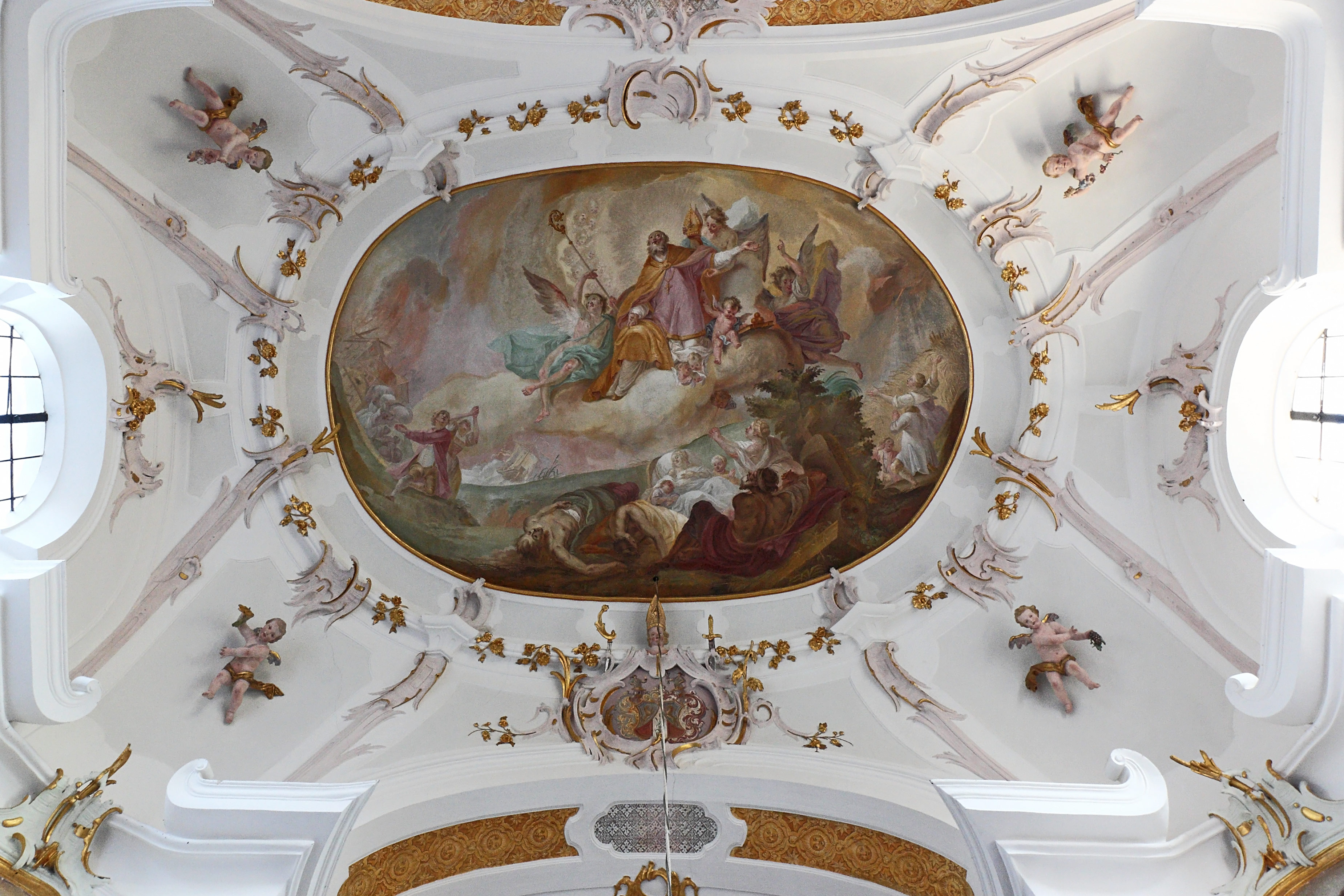
Chordecke mit Fresko von 1763

## Kulturvereine
- Freiwillige Feuerwehr Hammerstetten
- Förderkreis Rokoko-Kirche Hammerstetten
- Trägerverein Feldkapelle Hammerstetten

## Persönlichkeiten
- Augustin von Hammerstetten (wohl vor 1450–nach 1500), Dichter und Schreiber